# تقی وهاب‌زاده
تقی وهاب‌زاده سیاست‌مدار ایرانی بود، که در  دوره هفتم  و  دوره هشتم  بعنوان نماینده اردبیل  در مجلس شورای ملی حضور داشت.